# トースト・サンドイッチ
トースト・サンドイッチ（英語: toast sandwich）は、バターを塗ったパンにトーストを挟み、塩とコショウで味をつけたサンドイッチである。その原型はイギリスのヴィクトリア朝時代まで遡ることができ、1861年に発行されたビートン夫人の『家政読本』にレシピが収録されている。
2011年11月、『家政読本』出版150周年を祝う目的で、イギリスの王立化学会が「イギリスで最も安上がりな料理」(UK's 'cheapest meal') としてトースト・サンドイッチを紹介し、注目を集めた。

## レシピ

### 2011年に紹介されたレシピ
王立化学会は、ビートン夫人のトースト・サンドイッチ (Mrs Beeton's Toast Sandwich) として、以下のレシピを紹介している。
1. 薄手のパン1枚をトーストする。
(Toast a thin slice of bread.)
2. 2枚のパンにバターを塗り、塩コショウを振りかけて味付けする。
(Butter two slices of bread and sprinkle with salt and pepper to taste.)
3. バターを塗ったパン2枚の間にトーストを挟み、サンドイッチにする。
(Place the slice of toast between the 2 slices of bread-and-butter to form a sandwich.)

| 栄養価（1食あたり）  | 栄養価（1食あたり） |
| -------------------- | ------------------- |
| カロリー             | 330 kcal            |
| タンパク質           | 9.5 g               |
| 脂肪                 | 12 g                |
| 炭水化物             | 55 g                |
| 食物繊維             | 4.5 g               |
| カルシウム           | 120 mg              |
| 鉄分                 | 2 mg                |
| ビタミンA            | 90 µg               |
| ビタミンB1           | 0.25 mg             |
| ビタミンB2           | 80 µg               |
| ビタミンB3           | 4 mg                |
| ビタミンD            | 0.08 µg             |
| 出典：英国王立化学会 |                     |

王立化学会によると、平均的なトースト・サンドイッチのカロリーは330kcalである。パン3枚で240kcal、バター（10g）で90kcalという計算である。栄養価は表の通り。

### 『家政読本』での記述
イザベラ・ビートンの『家政読本』（1861年）で、トースト・サンドイッチは「病人向けの食事」(invalid cookery) の節で紹介されている。レシピは王立化学会が紹介したものとおおむね同じであるが、具材をコールド・トースト（冷たいトースト）としている。
- 非常に薄いコールド・トーストを、バターを塗った薄いパン2枚の間に挟んでサンドイッチにし、塩コショウで味付けをする。
(Place a very thin piece of cold toast between 2 slices of thin bread-and-butter in the form of a sandwich, adding a seasoning of pepper and salt.)

また、これに続いて次のように記されている。
- このサンドイッチには、少しのプルド・ミート（塊肉を加熱調理して細かくほぐしたもの）や、冷たい肉の極薄切りを加えることで変化をつけることができる。そうした変化によって、病人の食欲を非常によく引き出すであろう。
(This sandwich may be varied by adding a little pulled meat, or very fine slices of cold meat, to the toast, and in any of these forms will be found very tempting to the appetite of an invalid.)

当時、消化力が衰えた人には淡白な食事がよいと考えられていた。食物史家のアニー・グレイ (Annie Gray) によれば、トースト・サンドイッチはビーフ・ティー（beef tea, 牛骨のブロス（出汁スープ））とともに、病人向けの食事として人気があったという。『家政読本』にはほかにもコールド・トーストを使ったメニューとして、「トースト・スープ」（パンの皮とバターを煮たスープ）や「トースト・アンド・ウォーター」（沸騰した湯にトーストを浸して冷ました飲み物）が掲載されている。

## 紹介と反応

### 忘れられたレシピの紹介

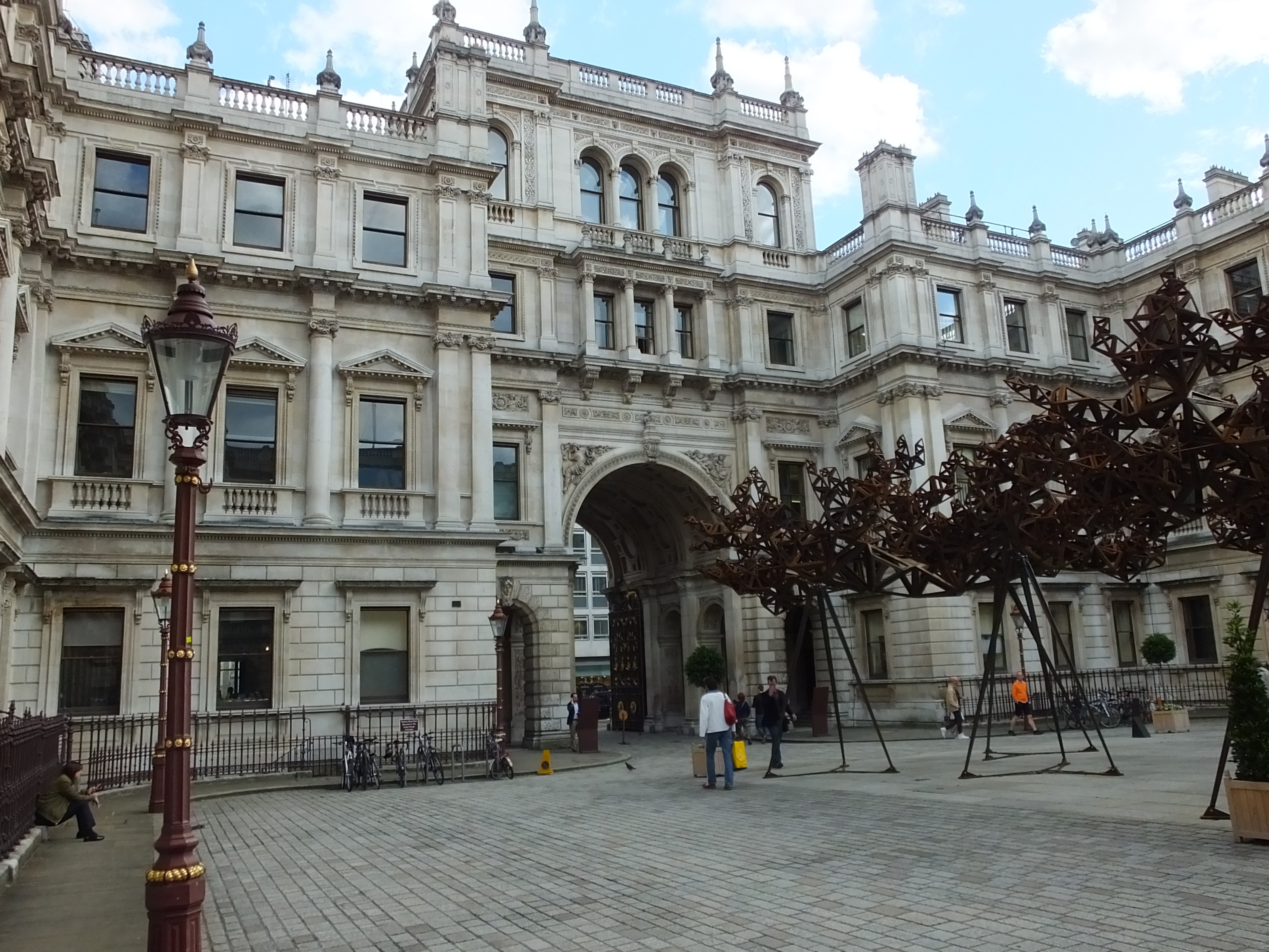
ロンドンのピカデリーにあるバーリントン・ハウスの中庭。美術学校のロイヤル・アカデミー・オブ・アーツ（王立芸術院）と、王立化学会など5つの学術団体が所在する建物で、中庭は一般公開されている。

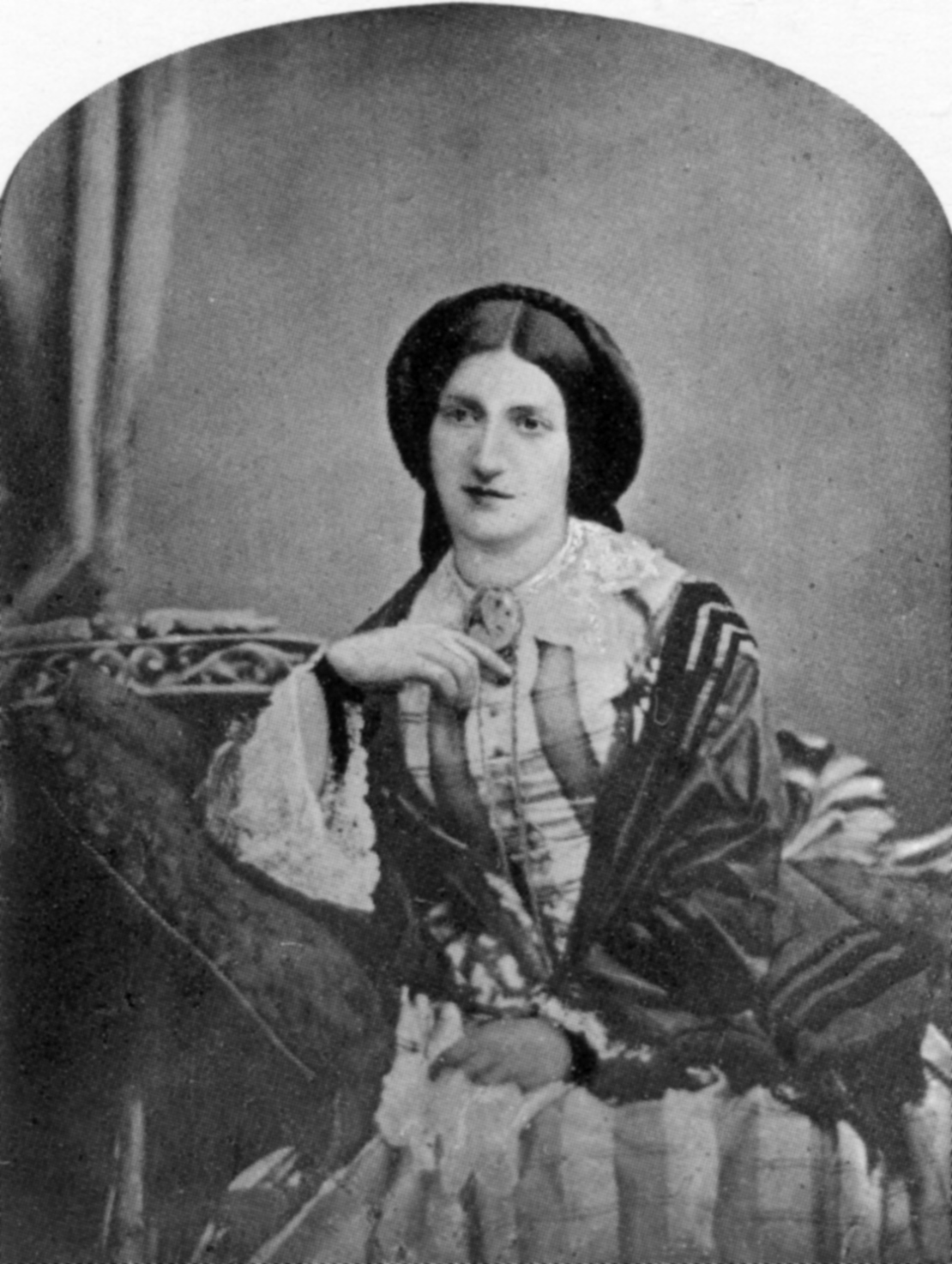
『家政読本』を著したイザベラ・ビートン。料理・育児から使用人の管理まで、家庭運営に関する著作を多数発表し、domestic goddess （家政の女神）などと呼ばれた。

2011年11月15日、王立化学会はプレスリリースを出し、ビートン夫人が書き残したトースト・サンドイッチこそがイギリスで最も安上がりな料理であるとし、明日11月16日にバーリントン・ハウス（学会のロンドン事務所が置かれている）でこれを再現して試食に供すること、トースト・サンドイッチが「最も安上がりな料理」であることに自信があるので、これよりも経済的なランチタイムの食事（栄養価が同等かそれ以上あって、より安く作ることができる食べ物）を提案した最初の人物に200ポンドの賞金を出すと発表した。
王立化学会がこうしたプレスリリースを出したのは、『家政読本』出版150周年（1861年12月に初版が発行された）を祝うためである。『家政読本』の中から再現する料理を選定するにあたり、王立化学会が原価にして7.5ペンス程度の忘れられたサンドイッチ料理を選んだのは、「長期化が予想される不況を乗り越えるための一助として」であったという（イギリスも含め、世界経済はグレート・リセッションと呼ばれる後退期の中にあった）。『家政読本』に掲載されたレシピの多くは、肉をふんだんに使ってテーブルを埋め尽くすような料理であるが、一方で裕福ではない人々のための料理も含まれており、お金も時間もかけずに済む、知られざる料理を紹介することにしたという。
王立化学会のジョン・エムズリー博士は「私も試してみましたが、案外食べられるもので、食べごたえがありますよ (it's surprisingly nice to eat and quite filling)。カロリーとお金が確保できますから、ランチにはトースト・サンドイッチさえあれば他に何も要りません」などと述べている（もちろん「この暗い日々を抜けたら、ビートン夫人の豊かなレシピの殿堂から、もっとお祝いにふさわしい料理を見つけられるでしょう」と付け加えている）。
王立化学会職員のジョン・エドワーズ (Jon Edwards) は、学生時代に激安即席の極致と考えていたテスコのインスタント麺（9ペンス）よりも、安く手軽においしくカロリーが摂れると述べる。エドワーズによれば、21世紀のパンはビタミンやミネラル（カルシウムなど）が豊富であり、ビートン夫人の時代のパンよりも健康的であるという。
バターの代わりにマーガリンを使うことも可能で、カロリーを抑えることができる（マーガリンは1869年に発明されたものであるので、ビートン夫人にはマーガリンを使う選択肢がなかった）。
英国栄養士会のスポークスウーマンを務めるメリッサ・リトル (Melissa Little) は、BBCの取材に対し、卵（8ペンス）でたんぱく質を補って腹持ちをよくしたり、缶詰イワシや野菜（キュウリやニンジンなどのスライス）を加えることで、安上がりに栄養素を補うことができると述べている。

### イギリスにおける反応
BBC News Magazine は、トースト・サンドイッチとともに、これまでイギリスで食卓に上ったさまざまに「チープな料理」の記録や記憶をたどる記事を掲載した。たとえば、ヴィクトリア朝時代のレシピ本に書かれたフィットレス・コック（Fitless cock) という鶏肉もどき料理（大雑把に言えばオートミールのプディング）、タイタニック号の三等船客のディナー（キャビン・ビスケット (cabin biscuits)、コンビーフ、ライススープ (rice soup) など）、第二次世界大戦中の食糧配給と窮乏の時代に考案された各種料理（模造クリームやスパムや粉末卵 (dried egg) を使用した料理、ガチョウもどきの詰め物料理、甘味として菓子代わりに食されたニンジンなど）である。
『ガーディアン』紙は、トーストのサクサクした食感を認めているが、この食品をサンドイッチとして受け入れるためには塩とコショウが死活的に重要であると述べている。また、別パターンのトースト・サンドイッチ（生のパンをトーストで挟んだもの）を試作し、こちらのほうがトーストを挟んだサンドイッチよりも優れていると主張。パンやバターをスーパーで購入した王立化学会はまだコストをかけているとし、公園や郊外で葉や果実などを採取したり、パブから使わずに持ち帰っては来たもののそのまま放置されているであろうケチャップやマスタードなどの小袋を使用したりすることで「もっと安上がり」な料理が可能だ、などという記事を掲載した。
「トースト・サンドイッチより経済的なランチメニューを提案した最初の人物に賞金を出す」企画は、応募が殺到したために発表から7日後に締め切られた。王立化学会は数百件に及ぶ応募を厳正に審査したが、「最初の」提案者が特定できなかったとして、受賞に値する候補の中から無作為に選んだ応募者に賞金200ポンドを贈った。

### アメリカにおける反応
2011年11月28日、ナショナル・パブリック・ラジオ (NPR) のバラエティ番組「Wait Wait... Don't Tell Me!」が「イギリスで最もチープな料理であると科学者たちが決定したトースト・サンドイッチ」を取り上げ、「ビタミンと悲哀の一日あたり推奨量を予算内で満たすのにぴったり」と紹介した。出演者たちはトースト・サンドイッチを試食したが、ホストであるピーター・セーガルは「これより純粋なサンドイッチは、パンの間に隙間を開けたエア・サンドイッチしかない」「ロスコの絵といってもいい。あるいはデュシャンのサンドイッチのようだ。サンドイッチと言語、両者の本質を問うている」と評しており、他の出演者も「まるで『裸の王様』のサンドイッチ版だ。とても賢くて自分の地位にふさわしい者だけが挟んであるジューシーな肉を味わえるんだ」などと述べている。
2014年、アメリカの広告業界紙「アドウィーク」のデイヴィッド・グリナー (David Griner) は、タコベルのバリューメニュー「$1 Dollar Cravings」を試食する記事において、「チーズ・ロールアップ」（トルティーヤに3種類のチーズを巻いたもの）を「これは、タコベル流のトースト・サンドイッチだ」と評した。2016年、エンターテイメントレビュー・サイト「The A.V. Club」のマイク・ヴァーゴ (Mike Vago) は、Wikipedia から珍しい題材の記事を取り上げる連載 "Wiki Wormhole" の中で List of sandwiches（英語版「サンドイッチの一覧」）を取り上げたが、トースト・サンドイッチについて「贅沢なまでの味気のなさ (extravagance of blandness)」と評した。
料理や食料品に関する話題を専門とするウェブサイト「デイリー・ミール」 (The Daily Meal) は、2015年に公開した「あなたが知らない12の人生を変えるようなサンドイッチ」と題した記事で以下のような紹介をしている。「あまり美味しくないから知られていないサンドイッチもある。例えばイギリスには、バタートーストを2枚のスライスしたパンで挟んだトースト・サンドイッチという代物が実際にある。幸い、ダダイストたちはそれ以降新たなサンドイッチを発明していない」。

## ブルメンタールのトースト・サンドイッチ

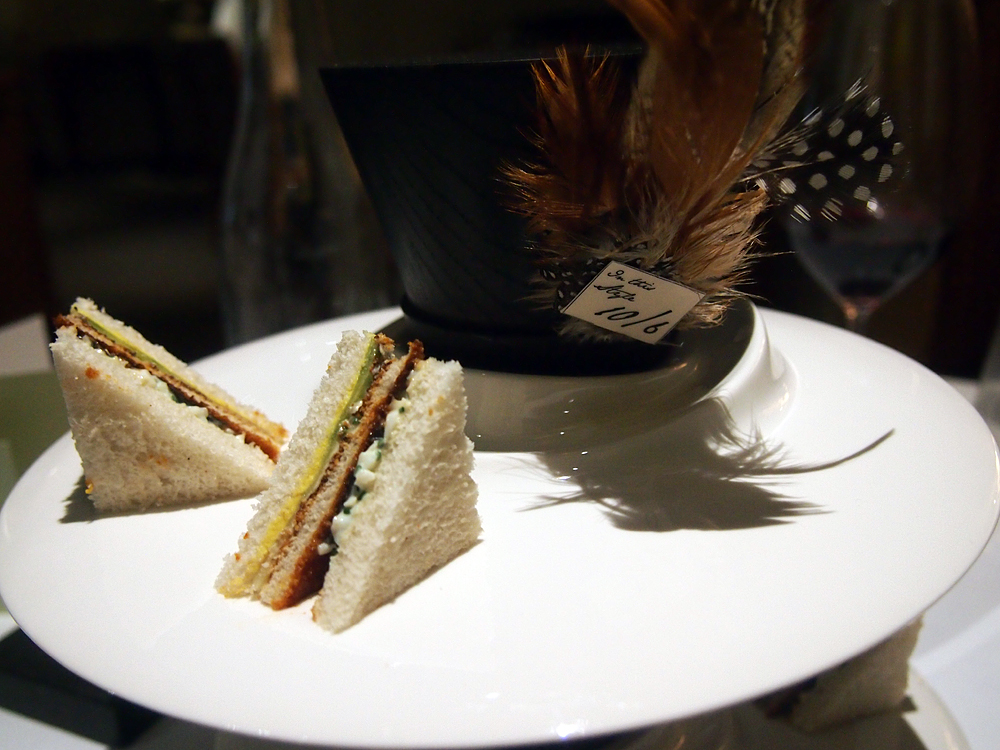
ヘストン・ブルメンタールのレストラン「ファット・ダック」で、コース料理中の一品として供されたトースト・サンドイッチ。

先進的で創造的な料理で知られる有名シェフのヘストン・ブルメンタールは、自らのレストラン「ファット・ダック」 (The Fat Duck) で、コース料理の中のサイドディッシュ (Side dish) としてトースト・サンドイッチを提供した。
ヴィクトリア朝時代の料理と『不思議の国のアリス』から触発を得て表現したメインディッシュ (Main course) は、「1892年頃の帽子屋のお茶会」"Mad Hatter's Tea Party (circa 1892)" と題された。このメインディッシュは「偽ウミガメのスープ (Mock turtle soup)、懐中時計 (Pocket Watch)、トースト・サンドイッチ」で構成される。
ブルメンタールによる偽ウミガメのスープとトースト・サンドイッチのレシピは、アメリカの公共ラジオ局であるKCRWが2013年に取材した記事で公開されている。トースト・サンドイッチは、9枚の白パンを用意してうち3枚をトーストして挟み、それを斜めに4等分して提供するというのであるが、エッグマヨネーズ、トマトケチャップ、卵黄マスタード、ガストリック（砂糖、ハチミツに酸味をくわえて煮詰めたソース）、ボーンマロー（骨髄）のサラダ、キュウリのスライス、トリュフのスライスなども挟むようになっている。